# Ле Пешу, Эрванн
Эрванн Ле Пешу (фр. Erwann Le Péchoux, род. 13 января 1982 года, Пертюи, Франция) — французский фехтовальщик на рапирах, олимпийский чемпион 2020 года и серебряный призёр Олимпийских игр 2016 года в командном первенстве, 4-кратный чемпион мира, 5-кратный чемпион Европы, многократный призёр мировых и европейских чемпионатов.

## Биография
Эрванн родился в 1982 году в небольшом городке Пертюи. В 2003 году француз выиграл свою первую медаль на международных стартах, став чемпионом Европы в командном турнире. В 2004 году участвовал в своих первых Олимпийских играх в командном турнире, но французские рапиристы проиграли в четвертьфинале россиянам со счётом 38:45. В 2005 году фехтовальщик завоевал первую значимую медаль в своей карьере — на чемпионате мира в немецком Лейпциге французская команда рапиристов выиграла золото. На протяжении трёх лет (2005—2007) французы доминировали в мужской командной рапире на чемпионатах мира, и Эрванн Ле Пешу таким образом стал трёхкратным чемпионом мира.
В то же время француз добился первого успеха в личных соревнованиях. В 2007 году на европейском чемпионате в бельгийском Генте француз выиграл бронзовую медаль.
С 2007 по 2011 год француз не завоевал значимых наград. На Олимпийских играх в Пекине командной рапиры не было представлено, а в личном первенстве Эрванн, посеянный под третьим номером, уступил в четвертьфинале итальянцу Сальваторе Санцо один укол (со счётом 9-10).
В 2011 году французский рапирист снова стал успешно выступать на международном уровне: после серебряной медали на европейском чемпионате в командных соревнованиях, на чемпионате мира Эрванн со своей командой повторил успех. На предолимпийском чемпионате Европы 2012 года французы также стали вторыми.
В 2012 году Эрванн принял участие в Олимпийских играх в Лондоне. В индивидуальном первенстве француз проиграл в 1/8 финала корейцу Чхве Бён Чхолю со счётом 13-15. А в командных соревнованиях французские рапиристы, будучи одними из фаворитов в борьбе за медали, проиграли в четвертьфинале американцам.
Следующий олимпийский цикл француз начал удачно. На чемпионате мира 2013 французская команда реабилитировалась после неудачи на Олимпиаде, выиграв бронзу. 2014 год стал для француза успешным: на домашнем чемпионате Европы Эрванн выиграл бронзу в личном соревновании, а в командном первенстве стал лучшим. Через несколько месяцев французская команда повторила успех, выиграв чемпионат мира в Казани, и Эрванн стал четырёхкратным чемпионом мира. На следующий год французская команда снова выиграла чемпионат Европы, и Ле Пешу стал трёхкратным чемпионом Старого света. В 2016 году Эрванн выиграл «серебро» в личных соревнованиях на европейском чемпионате.
В 2017 году французский рапирист стал чемпионом Европы в командных соревнованиях, а затем выиграл бронзовую медаль чемпионата мира в том же виде программы. Следующего успеха Ле Пешу ждал два года: в 2019 году ветеран сборной Франции завоевал свою пятую золотую награду на чемпионатах Европы в командных соревнованиях, а на чемпионате мира он стал серебряным призёром в том же виде программы.
Завершил карьеру в 2021 году после Олимпийских игр в Токио.

## Личная жизнь
Эрванн женат на тунисской фехтовальщице Инес Бубакри. Поскольку мусульманским женщинам запрещено вступать в брак с немусульманами, он принял ислам, чтобы жениться на ней.

## Лучшие результаты

### Олимпийские игры
- Серебро — Олимпийские игры 2016 (Рио-де-Жанейро, Бразилия) (команды)

### Чемпионаты мира
- Золото — чемпионат мира 2005 года (Лейпциг, Германия) (команды)
- Золото — чемпионат мира 2006 года (Турин, Италия) (команды)
- Золото — чемпионат мира 2007 года (Санкт-Петербург, Россия) (команды)
- Золото — чемпионат мира 2014 года (Казань, Россия) (команды)
- Серебро — чемпионат мира 2011 года (Катания, Италия) (команды)
- Серебро — чемпионат мира 2019 года (Будапешт, Венгрия) (команды)
- Бронза — чемпионат мира 2013 года (Будапешт, Венгрия) (команды)
- Бронза — чемпионат мира 2017 года (Лейпциг, Германия) (команды)

### Чемпионаты Европы
- Золото — чемпионат Европы 2003 года (Бурж, Франция) (команды)
- Золото — чемпионат Европы 2014 года (Страсбург, Франция) (команды)
- Золото — чемпионат Европы 2015 года (Монтрё, Швейцария) (команды)
- Золото — чемпионат Европы 2017 года (Тбилиси, Грузия) (команды)
- Золото — чемпионат Европы 2019 года (Дюссельдорф, Германия) (команды)
- Серебро — чемпионат Европы 2011 года (Шеффилд, Великобритания) (команды)
- Серебро — чемпионат Европы 2012 года (Леньяно, Италия) (команды)
- Серебро — чемпионат Европы 2016 года (Торунь, Польша)
- Бронза — чемпионат Европы 2007 года (Гент, Бельгия)
- Бронза — чемпионат Европы 2014 года (Страсбург, Франция)

## Награды и звания
30 ноября 2016 года было присвоено звание кавалера ордена «За заслуги».